# یونکرنهس
یونکرنهس (به آلمانی: Junkernhees) یک منطقهٔ مسکونی در آلمان است که در کرویزتال واقع شده‌است.